# Музичний енциклопедичний словник
Музичний енциклопедичний словник (рос. Музыкальный энциклопедический словарь) — науково-довідкове видання, випущене видавництвом «Радянська енциклопедія» в 1990 році. Містить понад 8000 статей різного характеру - від великих оглядів до коротких довідок. У роботі над складанням Словника взяли участь викладачі вищих і середніх музичних навчальних закладів, співробітники Всесоюзного науково-дослідного інституту мистецтвознавства, науково-дослідних інститутів АН СРСР і республіканських академій.